# Grand Prix automobile d'Afrique du Sud 1971
Résultats du Grand Prix d'Afrique du Sud de Formule 1 1971 qui a eu lieu sur le circuit de Kyalami le 6 mars 1971.

## Classement
| Pos  | N° | Pilote             | Écurie       | Tours | Temps/Abandon     | Grille | Points |
| ---- | -- | ------------------ | ------------ | ----- | ----------------- | ------ | ------ |
| 1    | 6  | Mario Andretti     | Ferrari      | 79    | 1 h 47 min 35 s 5 | 4      | 9      |
| 2    | 9  | Jackie Stewart     | Tyrrell-Ford | 79    | + 20 s 9          | 1      | 6      |
| 3    | 5  | Clay Regazzoni     | Ferrari      | 79    | + 31 s 4          | 3      | 4      |
| 4    | 3  | Reine Wisell       | Lotus-Ford   | 79    | + 1 min 09 s 4    | 14     | 3      |
| 5    | 19 | Chris Amon         | Matra        | 78    | + 1 tour          | 2      | 2      |
| 6    | 11 | Denny Hulme        | McLaren-Ford | 78    | + 1 tour          | 7      | 1      |
| 7    | 28 | Brian Redman       | Surtees-Ford | 78    | + 1 tour          | 17     |        |
| 8    | 4  | Jacky Ickx         | Ferrari      | 78    | + 1 tour          | 8      |        |
| 9    | 14 | Graham Hill        | Brabham-Ford | 77    | + 2 tours         | 19     |        |
| 10   | 7  | Ronnie Peterson    | March-Ford   | 77    | + 2 tours         | 13     |        |
| 11   | 22 | Henri Pescarolo    | March-Ford   | 77    | + 2 tours         | 18     |        |
| 12   | 21 | Rolf Stommelen     | Surtees-Ford | 77    | + 2 tours         | 15     |        |
| Abd. | 2  | Emerson Fittipaldi | Lotus-Ford   | 58    | Moteur            | 5      |        |
| Abd. | 20 | John Surtees       | Surtees-Ford | 56    | Boîte de vitesses | 6      |        |
| Abd. | 10 | François Cevert    | Tyrrell-Ford | 45    | Accident          | 9      |        |
| Abd. | 27 | Howden Ganley      | BRM          | 42    | Pilote malade     | 24     |        |
| Abd. | 16 | Pedro Rodríguez    | BRM          | 33    | Surchauffe moteur | 10     |        |
| Abd. | 15 | Dave Charlton      | Brabham-Ford | 31    | Moteur            | 16     |        |
| Abd. | 17 | Jo Siffert         | BRM          | 31    | Surchauffe moteur | 12     |        |
| Abd. | 24 | John Love          | March-Ford   | 30    | Différentiel      | 21     |        |
| Abd. | 25 | Jackie Pretorius   | Brabham-Ford | 22    | Moteur            | 20     |        |
| Abd. | 12 | Peter Gethin       | McLaren-Ford | 7     | Fuite d'essence   | 11     |        |
| Abd. | 23 | Joakim Bonnier     | McLaren-Ford | 5     | Suspension        | 23     |        |
| Abd. | 26 | Alex Soler-Roig    | March-Ford   | 5     | Moteur            | 25     |        |

Légende :
- Abd.=Abandon

## Pole position et record du tour
- Pole position : Jackie Stewart en 1 min 17 s 8 (vitesse moyenne : 189,902 km/h).
- Meilleur tour en course : Mario Andretti en 1 min 20 s 3 au 73e tour (vitesse moyenne : 183,990 km/h).

## Tours en tête
- Clay Regazzoni : 16 (1-16)
- Denny Hulme : 59 (17-75)
- Mario Andretti : 4 (76-79)

## À noter
- 1re victoire pour Mario Andretti.
- 47e victoire pour Ferrari en tant que constructeur.
- 47e victoire pour Ferrari en tant que motoriste.